# Impremta a València
La imptemta de València va ser una de les primeres de la península, concretament la de Jacob Viztland, comerciant alemany que representava la família dels Ravensburg. Del seu taller es va fer càrrec el mestre impressor Lambert Palmart, on l'any 1474 (dos anys després de Johannes Parix) es va imprimir Les Trobes en lahors de la Verge Maria (considerat com el primer llibre literari imprès en valencià). Lambert Palmart va publicar més d'una dotzena d'obres fins a 1493, any en què va vendre el seu negoci. Entre els seus autors figuren Aristòtil, Salusti, Mela, Esop i Jiménez. També va publicar una Bíblia en col·laboració amb Alonso Fernández de Córdoba, plater i mestre impressor.

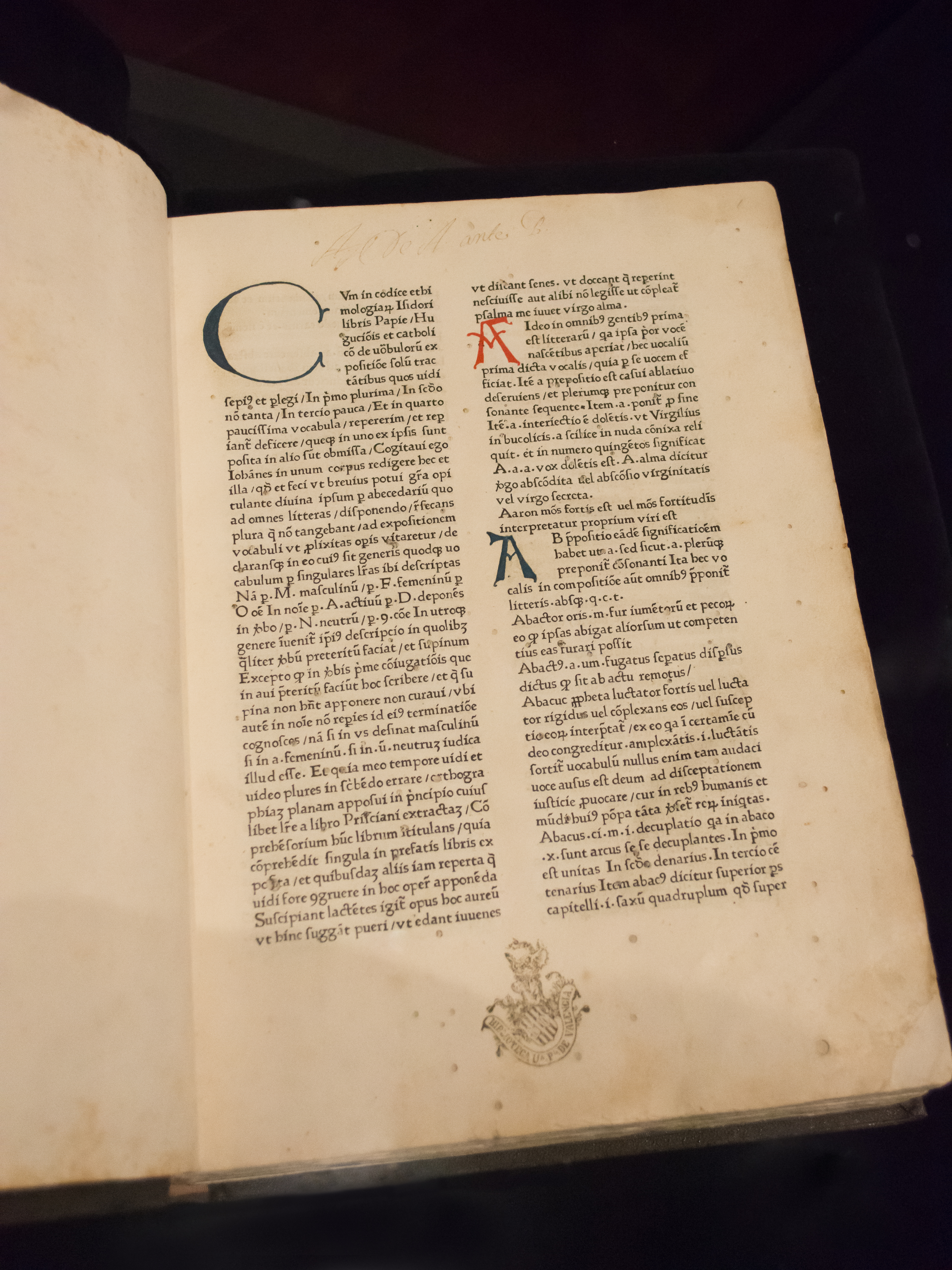
El Comprehensorium és el primer llibre datat imprès a Espanya: a la ciutat de València, 23 de febrer de 1475.

La tradició de la impremta prompte arribaria a créixer a causa que diversos impressors d'origen alemany es van instal·lar en aquesta ciutat, en la qual existeix una llarga tradició d'elaboració de paper, introduïda pels àrabs (molins àrabs de Xàtiva).
Aquest auge en la indústria impressora, així com el gran creixement sociocultural, desenvolupen un moment d'especial esplendor del Regne de València, així com el naixement del Segle d'Or valencià.
A la fi del segle XV i principis del XVI a la ciutat de València convivien impressors, enquadernadors, adobadors i il·lustradors, els quals van aconseguir fama i prestigi. A València es va imprimir el primer incunable datat, el Comprehensorium, amb colofó del 25 de febrer de 1475, però sense impressor conegut. Així mateix, l'any 1477 també es va imprimir la Tertia pars Summa Theologica, considerat el primer incunable amb totes les dades completes (impressor i data).